# Julius Fučík
Julius Fučík, češki skladatelj, * 18. julij 1872, Praga, Češka, † 25. september 1916, Berlin, Nemčija.
Fučíkova najpomembnejša dela so večinoma vojaške koračnice, pisal je tudi polke in valčke.
Med njimi izstopa vojaška koračnica Prihod gladiatorjev (češko Vjezd gladiátorů), ki je bil napisan leta 1897 in je še danes poznan predvsem kot skladba, ki spremlja cirkuške nastope.